# Abdul Hakim Haqqani
Abdulhakim Haqqani (em pastó: عبد الحكيم حقاني; nascido em 1967), também conhecido como Abdulhakim Ishaqzai (em pastó: عبد الحكيم اسحاقزى), é um erudito e escritor islâmico afegão. É o presidente da Suprema Corte do Afeganistão desde que o governo Talibã retomou o poder em 2021, tendo ocupado o mesmo cargo anteriomente durante o Emirado Islâmico do Afeganistão, de 1996 a 2001.
Foi chefe da equipe de negociação do Talibã no escritório do Catar e é um dos membros fundadores do movimento, além de ter sido colaborador próximo do líder do Talibã morto, Mohammed Omar.
Em julho de 2025, o Tribunal Penal Internacional emitiu mandados de prisão contra Haqqani e Hibatullah Akhundzada por suposta perseguição a mulheres no Afeganistão.

## Biografia
Filho de Mawlawi Khudaidad, Abdulhakim Haqqani nasceu em 1967, no distrito de Panjwayi, província do Candaar, Afeganistão. Formou-se no Darul Uloom Haqqania, um seminário islâmico de orientação Deobandi, no Paquistão, onde também lecionou por um período.

## Carreira

### Ensino
Além de lecionar no Darul Uloom Haqqania, até recentemente Haqqani também dirigia sua própria madraça (seminário islâmico) na região de Ishaqabad, em Quetta, província do Baluchistão, Paquistão.

### Judiciário
Durante o primeiro Emirado Islâmico, além de atuar como professor, Haqqani serviu no tribunal de apelação e no Dar ul-Ifta Central. Após a nomeação de Hibatullah Akhundzada como Líder Supremo, Ishaqzai foi designado presidente da Suprema Corte.

### Diplomacia
Em setembro de 2020, foi nomeado chefe da equipe de negociação do Talibã nas conversas de paz realizadas no Catar com o governo afegão, substituindo Sher Mohammad Abbas Stanikzai, que passou a atuar como seu vice na delegação composta por 21 membros.

## Questões legais
Em 20 de julho de 2023, Abdulhakim Haqqani foi sancionado pela União Europeia por seu papel central, como presidente da Suprema Corte, na implementação de políticas e na disseminação de ensinamentos ideológicos destinados a criar e justificar repressões de gênero contra as mulheres no Afeganistão.
Em 23 de janeiro de 2025, o procurador-chefe do Tribunal Penal Internacional, Karim Ahmad Khan, anunciou que havia solicitado mandados de prisão para Abdulhakim Haqqani e o Líder Supremo Hibatullah Akhundzada. Haqqani é acusado de crime contra a humanidade, especificamente de perseguição a mulheres e meninas, desde o retorno do Talibã ao poder em agosto de 2021. As acusações apontam severas restrições impostas às mulheres afegãs, incluindo proibições ao acesso à educação, ao trabalho e à participação na vida pública. Os mandados foram emitidos pela Câmara de Pré-Julgamento II do TPI em 8 de julho.

## Livros
Abdulhakim Haqqani é descrito pelo The Express Tribune como um profundo conhecedor da jurisprudência islâmica. Ele é autor de diversos livros.